# Société scientifique et littéraire des Alpes-de-Haute-Provence
La Société scientifique et littéraire des Alpes-de-Haute-Provence est une société savante née en 1878 à Digne-les-Bains.

## Historique
Initialement, elle s'appelait Société scientifique et littéraire des Basses-Alpes, avant la modification du nom du département. Elle a son siège à Digne-les-Bains, chef-lieu du département. Elle a été déclarée d’utilité publique par décret du 6 juillet 1981. Elle revendique près de quatre cents membres. 

## Objectifs et actions de la société
La société a pour but de :
- favoriser « les sciences, les belles lettres et des arts ». « Le programme de ses travaux comprend tout ce qui intéresse ou touche le Département, la région même dont il dépend, au triple point de vue historique, scientifique et littéraire » ;
- réaliser des publications dont la qualité est reconnue, et est diffusée dans de nombreuses sociétés et universités d’Europe. Ses publications ont porté plusieurs noms : Annales des  Basses-Alpes puis Annales de Haute-Provence et enfin Chroniques de Haute-Provence. L'ensemble de ces publications a été répertorié et classé par le service des Archives départementales. De nombreuses bibliothèques proposent ces ouvrages. Elle publie deux numéros par an de sa revue Chroniques de Haute Provence ;
- sauvegarder et restaurer des monuments et des sites du département. Depuis 1969, la société s'est dotée d'un Comité de sauvegarde des monuments et des sites de Haute-Provence dont les membres sont désignés par le bureau. Le Comité s'est donné pour tâche de sauvegarder, de restaurer et de mettre en valeur les monuments et les sites du département, menacés par la vétusté ou les agressions de la vie moderne. Il agit en liaison avec les associations qui se proposent les mêmes buts de défense du patrimoine architectural de la Haute-Provence.

## Membres de la société, auteurs ayant publié dans les Annales ou les Chroniques
- L’abbé Jean-Joseph-Maxime Féraud (1810-1897), historien, premier président
- Raymond Collier, archiviste, historien